# Xylariales
Sous-classe
Ordre
Les Xylariales forment un ordre de champignons ascomycètes, seul représentant de la sous-classe des Xylariomycetidae.

## Description
Cet ordre renferme des espèces caractérisées par le grand développement de stromas dans lesquels se forment des périthèces de couleur sombre à noire. Leur taille, forme et couleur ont fait que certains de ces champignons sont nommés  « Dead Man's Fingers » ("doigts d'homme mort") par les anglophones. 

Les asques présentent souvent un anneau apical et apparaissent au milieu de paraphyses vraies. 

Un stade conidien peut également exister.

## Écologie
La plupart des espèces sont saprophytes mais certaines espèces peuvent se comporter en parasites actifs comme Hyponectria buxi qui parasite le buis, Kretzschmaria deusta qui peut s'attaquer aux ligneux ou Xylaria vaporaria qui s'attaque aux champignons de couche. Anthostomella torosa est une des rares espèces de champignons vivant en milieu marin.

## Liste des familles
Selon ITIS:
- Amphisphaeriaceae G. Winter, 1885
- Clypeosphaeriaceae G. Winter, 1886
- Diatrypaceae Nitschke, 1869
- Graphostromataceae M.E. Barr, J.D. Rogers et Y.M. Ju, 1993
- Hyponectriaceae Petr., 1923
- Xylariaceae Tul. et C. Tul., 1861